# Барышева, Анастасия Андреевна
Анастасия Андреевна Барышева (род. 27.09.1995, Минск) — белорусская шашистка (международные шашки, русские шашки), бронзовый призёр чемпионата мира 2019 года, бронзовый призёр чемпионата Европы по русским шашкам 2018 года,  чемпионка Белоруссии по русским шашкам среди женщин (2010, 2012), серебряный призёр чемпионата 2015.
Участница чемпионата мира 2015 года по бразильским шашкам (4 место в рапиде), чемпионата Европы по международным шашкам (2014 — 11 место), чемпионата Европы по русским шашкам (2012 — 5 место в классике, 8 место — в рапиде, 10 место — в блице).
Бронзовый призёр первенства мира по международным шашкам среди девушек (2014)
Международный мастер.
FMJD-Id: 16286